# Антоніо Вальсальва
Антоніо Марія Вальсальва (італ. Antonio Maria Valsalva; 17 січня 1666, Імола — 2 лютого 1723, Болонья) — італійський анатом і фізіолог, відомий дослідженнями будови вуха людини, на основі яких, зокрема запропонував маневр Вальсальви — процедуру, що дозволяє вирівняти тиск у внутрішніх порожнинах черепа.